# Jochen Hanebeck
Jochen Hanebeck (* 1968 in Dortmund) ist ein deutscher Elektrotechniker und Manager, der in der Halbleiterindustrie tätig ist. Seit dem 1. April 2022 ist Jochen Hanebeck der Vorstandsvorsitzende des DAX-Unternehmens Infineon Technologies AG mit Sitz in Neubiberg. 

## Laufbahn
Jochen Hanebeck wurde 1968 in Dortmund geboren. Er studierte Elektrotechnik an der Rheinisch-Westfälischen Technischen Hochschule in Aachen (RWTH Aachen) und schloss mit dem Diplom ab. Hanebeck begann seine berufliche Laufbahn 1994 in der Halbleitersparte der Siemens AG, aus der 1999 die Infineon Technologies AG hervorging. In der Folgezeit war er bei Infineon in verschiedenen Leitungsfunktionen tätig. 2016 wurde Hanebeck Mitglied des Vorstands und Chief Operating Officer (COO) von Infineon. Seit dem 1. April 2022 ist Jochen Hanebeck der Vorstandsvorsitzende des DAX-Unternehmens. Sein Vorgänger war Reinhard Ploss.

## Politische Statements
Im Januar 2024 schrieb Hanebeck im Zuge der Demonstrationen gegen die AfD aufgrund des Geheimtreffens von AfD-Mitgliedern mit anderen Rechtsextremisten im November 2023 folgende Worte: „Hass und Ausgrenzung dürfen in unserer Gesellschaft keinen Platz haben. Die Idee der sogenannten Remigration ist unmenschlich.“